# 42 Agents intergalactiques
Tessa : 42 Agents intergalactiques est une série de bande dessinée de science-fiction tirée de l'univers de la série Tessa, agent intergalactique créée par Louis. Ses cinq premiers volumes ont été publiés entre 2006 et 2012 par Soleil, et les deux derniers chez Clair de lune en 2013 sous le titre Ultime Étoile.
Chaque volume raconte l'histoire d'un agent intergalactique passé. Plusieurs auteurs ont collaboré avec Louis sur cette série.

## Albums
- Louis, 42 Agents intergalactiques, Soleil Productions :

1. Nitaar, 2006  (ISBN 978-2-30200-983-7)[1].
2. Ari, 2010  (ISBN 978-2-30200-939-4). Jean-Marc Lainé est coscénariste[2].
3. Shaÿn, 2010  (ISBN 978-2-30201-156-4). Jean-Luc Cano est coscénariste et Anne Rouvin codessinateur.
4. Cal'Han 1/2 : Frères d'âmes, 2010  (ISBN 978-2-30201-260-8). Jean-Luc Cano est coscénariste et GeyseR codessinateur.
5. Cal'Han 2/2 : Âmes Sœurs, 2012  (ISBN 978-2-30201-829-7)). Jean-Luc Cano est coscénariste de Louis, les dessins sont de GeyseR et Julien Motteler[3]

- Stéphane Louis (scénario) et Julien Motteler (dessin), Ultime Étoile, Clair de lune :

1. 42 Legacy 1/2, 2013.
2. 42 Legacy 2/2, 2013.